# From the trees
From the trees is het 36e studioalbum van Peter Hammill uit 2017.
Hammill nam het album in zijn eentje op in zijn geluidsstudio Terra Incognita in Wiltshire. Het verscheen op zijn eigen platenlabel Fie! Records met catalogusnummer 9138. Hammill kreeg in 2003 een hartinfarct en zijn platen staan sinds die tijd in het teken van terugkijken op het leven en het naderend eind, al blijft hij optreden en opnemen als solo en bandmuzikant. De speelduur is 42 minuten. De begeleiding bij de liedjes is relatief eenvoudig. Hammill trad ter promotie van het album een aantal keren op met alleen een piano en akoestische gitaar.

## Musici
- Peter Hammill - zang, achtergrondzang, gitaar, basgitaar, toetsinstrumenten

## Muziek
| Nr. | Titel                     | Duur |
| --- | ------------------------- | ---- |
| 1.  | My unintended             | 3:34 |
| 2.  | Reputation                | 3:27 |
| 3.  | Charm alone               | 3:36 |
| 4.  | What lies ahead           | 4:08 |
| 5.  | Anagnorisis               | 2:54 |
| 6.  | Torpor                    | 3:44 |
| 7.  | Milked                    | 5:51 |
| 8.  | Girl to the north country | 5:27 |
| 9.  | On deaf ears              | 4:32 |
| 10. | The descent               | 5:15 |

Reputation gaat over de vergankelijkheid van roem. Anagnorisis verwijst naar de ommekeer in Hammills leven. Milked handelt over de nadagen van een carrière; het hoogtepunt is voorbij. In Torpor heeft de zanger last van dat verschijnsel ("Topor rolls upon me").